# Liesing (Wiener Bezirksteil)
Liesing war bis 1938 eine eigenständige Gemeinde mit Stadtrecht und ist heute ein Stadtteil Wiens im gleichnamigen 23. Wiener Gemeindebezirk, Liesing, sowie eine der 89 Wiener Katastralgemeinden.

## Geographie

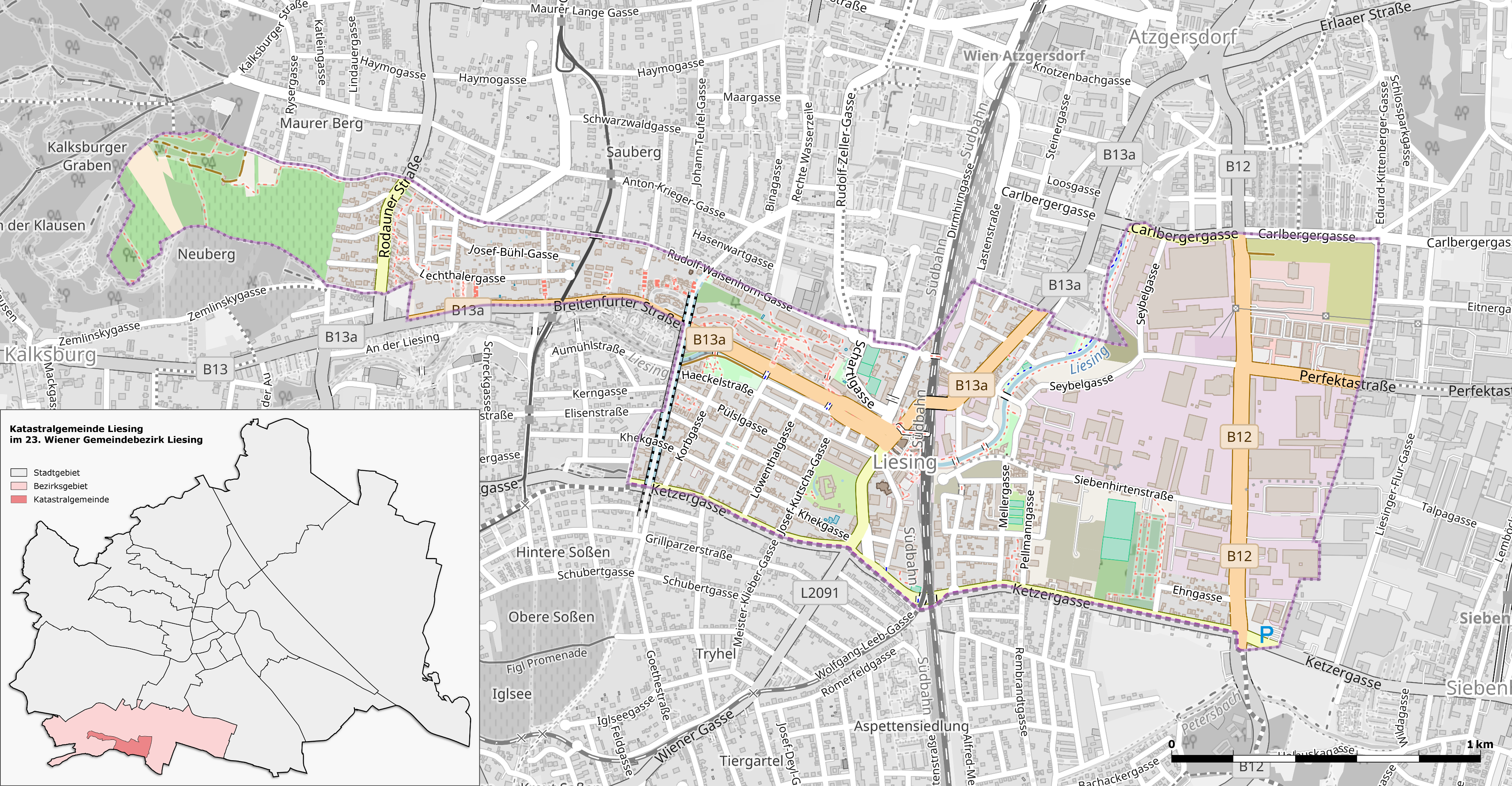
Katastralgemeinde Liesing im Wiener Bezirk Liesing

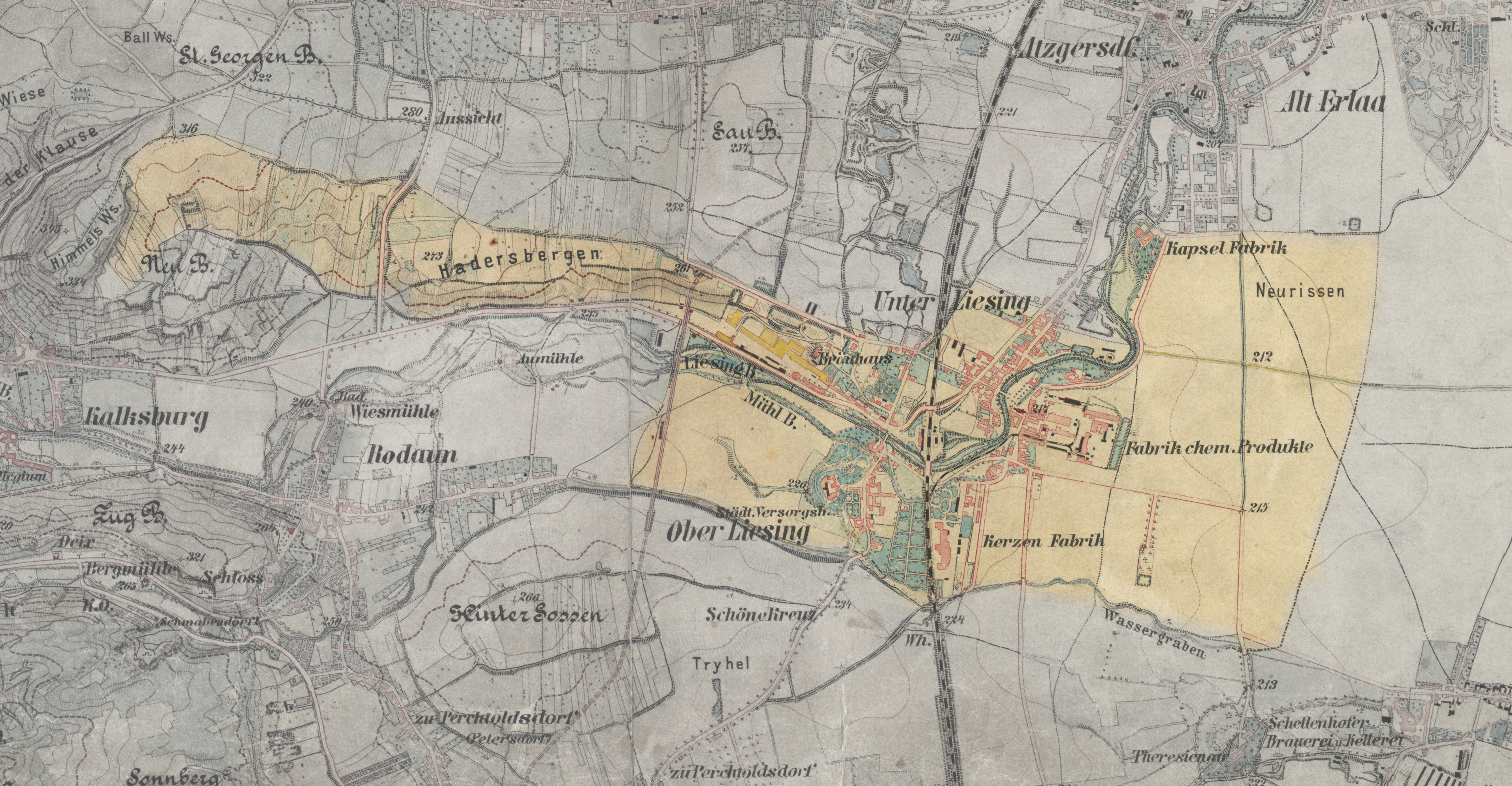
Das Gebiet der heutigen Katastralgemeinde Liesing auf einer Karte von 1872

Die heutige Katastralgemeinde Liesing nimmt eine Fläche von 273,82 Hektar ein.
Der Ort liegt beiderseits des gleichnamigen Flusses Liesing an der südlichen Stadtgrenze Wiens zu Perchtoldsdorf, wo sich auch der Friedhof Liesing befindet. Flussaufwärts jenseits des Aquädukts Liesing liegt der Wiener Bezirksteil Rodaun, flussabwärts der Wiener Bezirksteil Atzgersdorf.
Die Liesing ist beim Liesinger Platz auf einige hundert Meter überbaut, dort befinden sich die Flächen der Busstationen und Parkplätze beim Bahnhof Liesing. Der Bach fließt östlich der Südbahnbrücke in einem künstlichen Bett weiter. Als offenes Gewässer wird die Liesing im Bezirksteil von mehreren kleinen Brücken gequert: dem Aquäduktsteg, dem Karl-Sarg-Steg, der Pellmannbrücke und dem 2010 eröffneten Steg Fabergasse (am 7. November 2011 in Brauereisteg umbenannt). Außerdem führt die Strecke der Südbahn über den Fluss.
Die Geologie Liesings wird großteils zur erdgeschichtlichen Epoche des Holozäns gerechnet. Der Gebirgsrand der Alpen liegt im Westen von Liesing, er sinkt östlich von Kalksburg steil unter die Schotterfüllung des Wiener Beckens ab. Schon bei Liesing liegt das Gestein über 600 m tief unterhalb der Erdoberfläche. Das Relief des Bezirksteils steigt gegen Nordwesten an. Im äußersten Westen vor der Himmelswiese am Neuberg befinden sich Weingärten: Mit rund 13 Hektar Rebflächen gehört der Bezirksteil zu den Wiener Weinbaugebieten. Der überwiegende Teil Liesings ist jedoch verbautes Gebiet.

## Geschichte

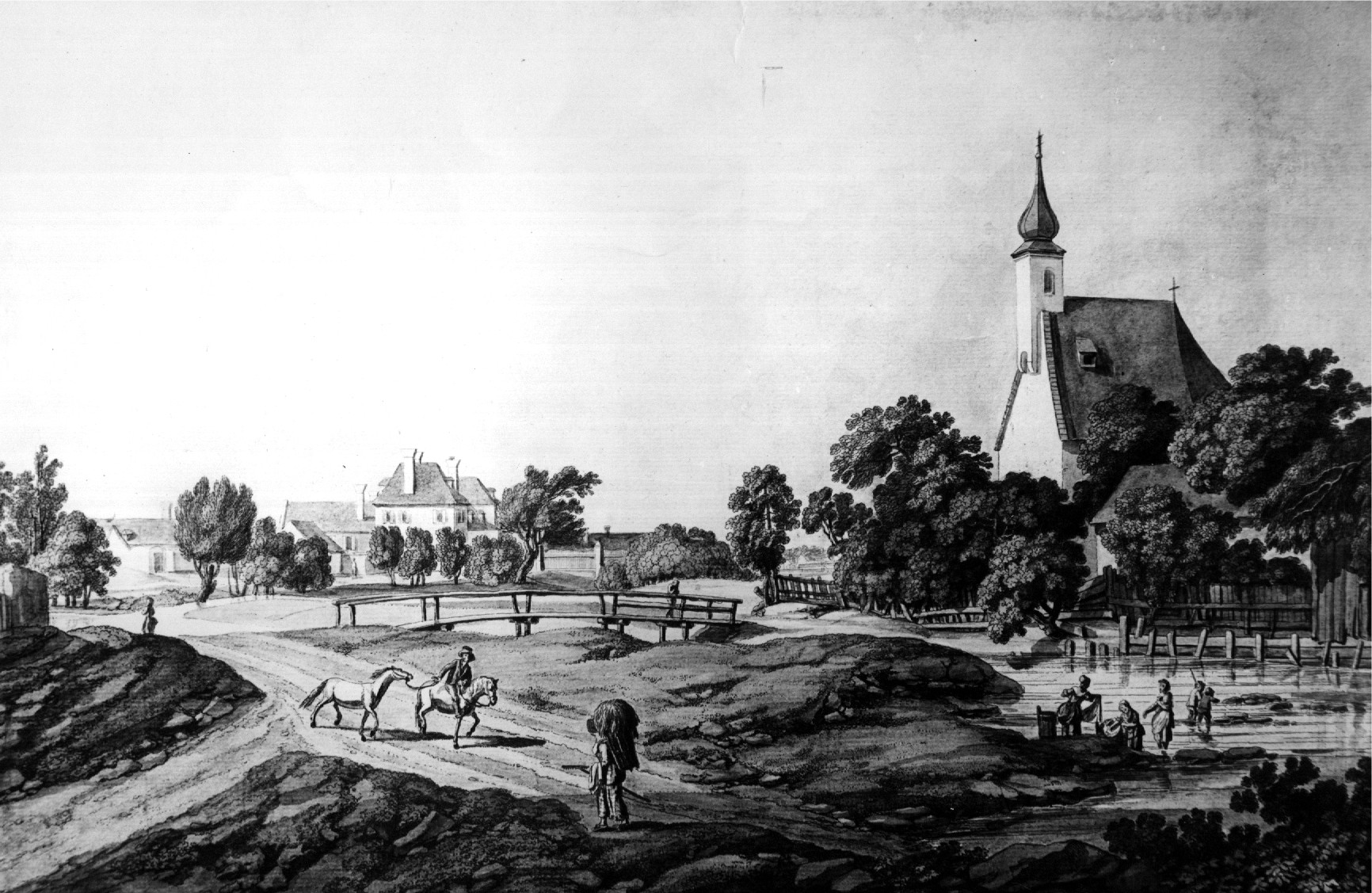
Liesing um 1800

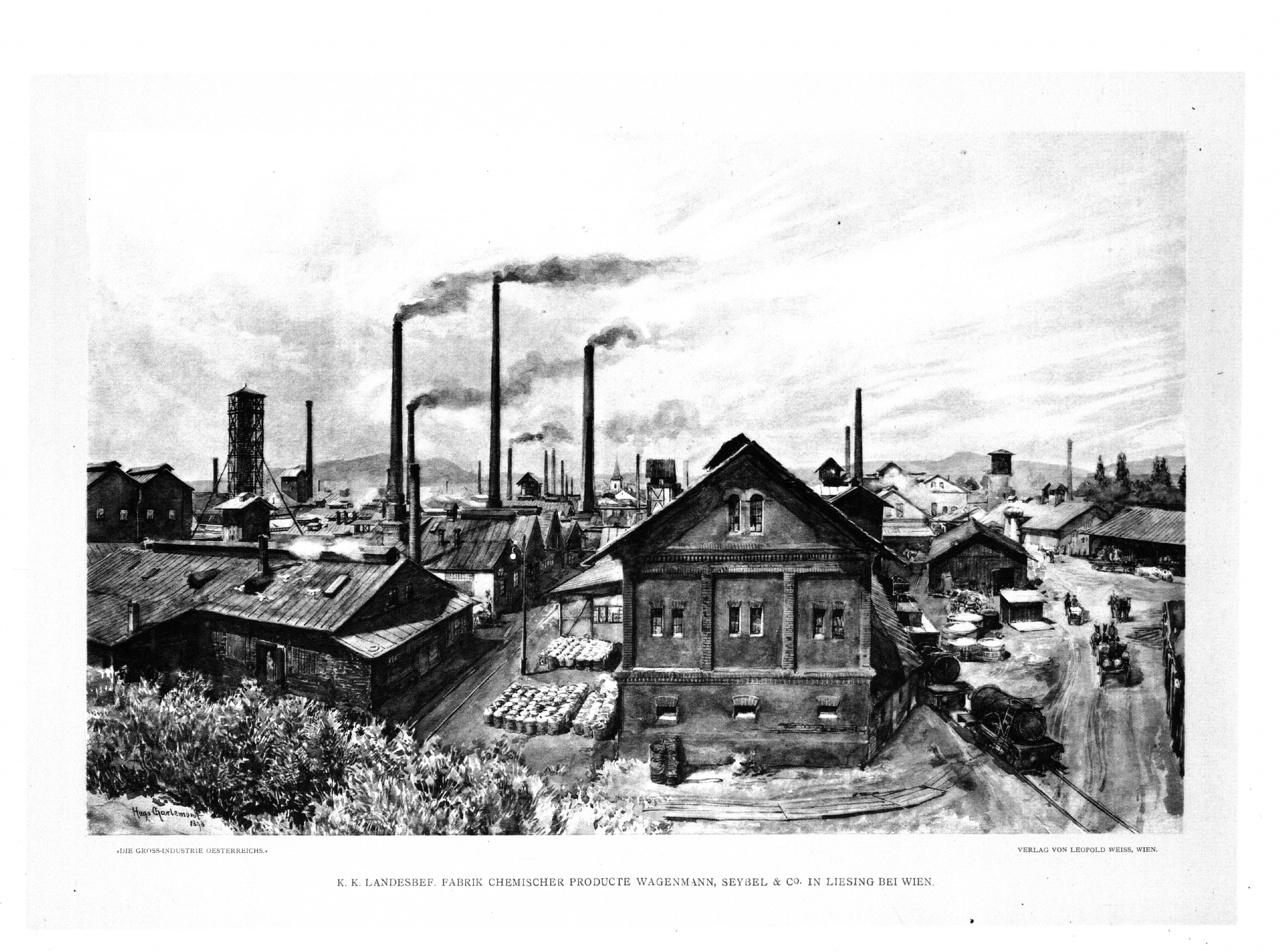
Gelände des Liesinger Chemiebetriebs Wagenmann & Seybel, 1898

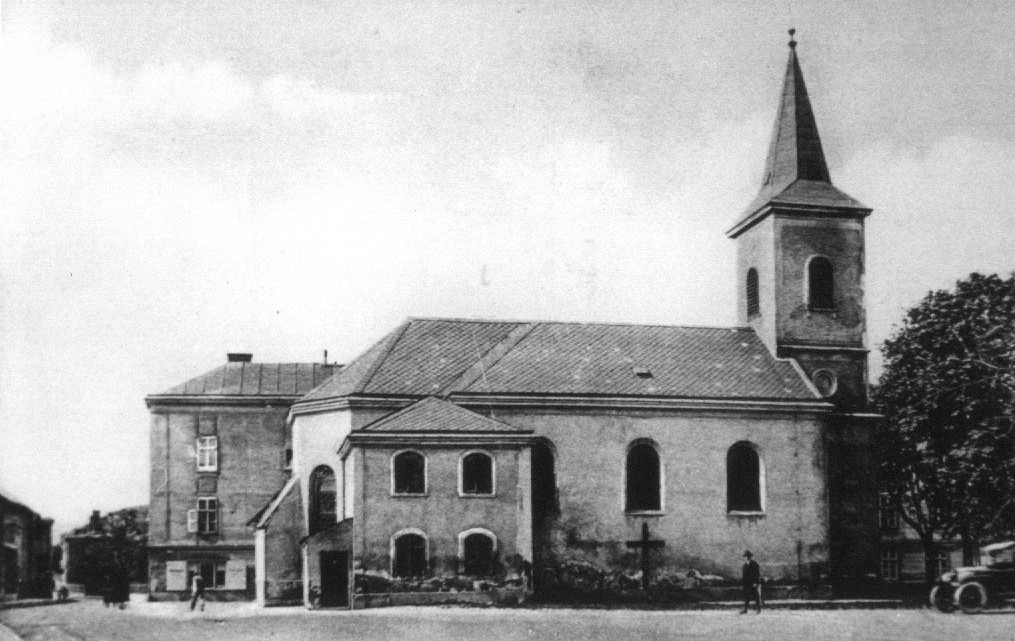
Alte Liesinger Pfarrkirche, um 1933

Im Westen von Liesing, zunächst nördlich der Breitenfurter Straße, dann östlich der Rudolf-Zeller-Gasse an der Grenze zu Mauer und Atzgersdorf, verläuft unterirdisch die Trasse einer ehemaligen römischen Wasserleitung zum Legionslager Vindobona. Mehrere Stücke dieser Leitung wurden gefunden und archäologisch dokumentiert.
Am 1. November 1002 schenkte der deutsche König Heinrich II. Markgraf Heinrich I. eine Besitzung zwischen der Dürren Liesing und der Triesting. Dies ist die älteste bekannte Königsschenkung an die Babenberger. In diesem Jahr wurde erstmals der Fluss Liesing als Liezniccha erwähnt. Dieser Name leitet sich aus dem slawischen Lesnička ab und bedeutet Waldbach. Der Ort selbst entstand vermutlich um diese Zeit, wurde jedoch sowohl während der ersten als auch während der zweiten Wiener Türkenbelagerung schwer zerstört und musste wieder neu besiedelt werden. In der Folgezeit entwickelte sich Liesing bald zu einem der wichtigsten Orte am Fluss. Bis zum Beginn des 19. Jahrhunderts war der Ort jedoch noch weitgehend landwirtschaftlich geprägt.
Mit der Industrialisierung kam ein großer wirtschaftlicher Aufschwung für Liesing. So wurde beispielsweise im Jahre 1838 die Brauerei Liesing im Ort ansässig, die im dritten Viertel des 19. Jahrhunderts schrittweise vergrößert wurde. Dazu gehörte auch die ehemalige Liesinger Brauhaus-Restauration, die 1898 vom Büro Fellner & Helmer geplant wurde. Die Werkswohnhäuser der Anlage entstanden von 1900 bis 1914 in unmittelbarer Nähe der Brauerei nach Plänen von Leopold Simony. Im Siedlungsbau zu Anfang des 20. Jahrhunderts ist die heute noch bestehende Wohnkolonie Liesing erwähnenswert, die 1911/12 in der Elisenstraße im Westen des Orts nach Plänen von Hubert Gessner angelegt wurde.
1888 wurde auf dem Liesinger Postamt eine Schaltanlage („Telefonzentrale“) des Staatstelefons errichtet. 1895 wurde der Mühlbach aufgelassen, am 4. Oktober 1895 erstmals Straßen mit Gaslampen beleuchtet, 1899 mit der Verlegung von Abwasserkanälen begonnen.
Am 2. Oktober 1905 wurde Liesing zur Stadt erhoben. An der Stelle der ehemaligen Steg- oder Färbermühle wurde ein Rathaus, das heutige Amtshaus Liesing, errichtet. 1909 wurde die O-Buslinie zwischen Liesing und Kalksburg eröffnet, 1910 die Autobuslinie nach Perchtoldsdorf. Auf der Brücke über die Südbahnstrecke, die 1910 verlängert und erhöht werden musste, wurden bereits die Schienen für die geplante Straßenbahnlinie zwischen Wien und Liesing  gelegt.
Vom 12. Oktober 1924 bis zum 5. September 1925 bestand die Stadt aus zwei Gemeinden: Alt-Liesing, nach einer Namensänderung ab 2. Mai 1925 wieder Liesing, und als zusätzliche eigene Ortsgemeinde Neu-Liesing rund um das im Besitz der Stadt Wien stehende Versorgungshaus im Schloss Liesing. Mit dieser Änderung, die ähnlich auch in anderen Gemeinden (Ybbs, Mauerbach und St. Andrä an der Traisen) durchgeführt wurde, wurden Anstalten, die der Gemeinde Wien zuzurechnen waren, aus den (damals) niederösterreichischen Gemeinden herausgelöst, was (neben Änderungen im Steueraufkommen) bewirkte, dass sich die Zahl der Gemeinderatsmandatare in Liesing um zwei verringerte. Das Vermögen der bisherigen Gemeinde war nach dem Gesetz vollständig der Gemeinde Alt-Liesing verblieben. Die Regelung bewährte sich nicht. Der Rechenschaftsbericht der Stadt Liesing 1918–1928 beschreibt die Situation mit „Schon im nächsten Jahr wurde dieses unnatürliche Gebilde, das aus einer Verlegenheit geboren wurde, wieder beseitigt.“ Die nach der Wiedervereinigung fällig gewordenen neuen Gemeinderatswahlen wurden nicht abgehalten, sondern bis zu den nächsten ordentlichen Wahlen verschoben.
In den Jahren um 1920 war eine Zusammenlegung der Gemeinden Atzgersdorf und Liesing geplant, um 1929 war die Schaffung einer größeren Gemeinde aus Atzgersdorf, Erlaa, Liesing und Siebenhirten in Diskussion. Diese Großgemeinde hätte 23.000 Einwohner gehabt und allein durch den Zusammenschluss wären ihr nach den damals geltenden Finanzgesetzen (Finanzausgleich) jährlich 116.000 Schilling damaliger Kaufkraft zusätzlich zur Verfügung gestanden.
Im Zweiten Weltkrieg lag Liesing zunächst bis 1944 außerhalb der Reichweite der Bombenflugzeuge. Das war einer der Gründe, aus denen in Liesing und dem benachbarten Atzgersdorf ein „Industriehorst“ entstehen sollte, dessen Betriebe (hauptsächlich Unternehmen der Metallverarbeitung) als Zulieferbetriebe für die Flugmotorenwerke Ostmark herangezogen werden sollten.
Mit dem Gesetz vom 1. Oktober 1938 nach dem Anschluss Österreichs an das Deutsche Reich wurde Wien zu Groß-Wien vergrößert. Als Zentrum der südlichen Wiener Vororte wurde die Stadt mit mehreren umliegenden Gemeinden zum 25. Wiener Bezirk Liesing vereint. Nach Ende des Zweiten Weltkriegs wurde der 25. Bezirk wieder aufgelöst. Liesing verblieb jedoch per Gesetz aus dem Jahre 1954 mit sieben weiteren Orten als 23. Wiener Gemeindebezirk Liesing bei Wien.
Im Jahr 1951, bei der letzten in der selbstständigen Gemeinde durchgeführten Volkszählung, hatte die Stadt 5950 Einwohner. Heute leben rund 6500 Menschen im Bezirksteil Liesing.
Die ehemalige Stadt Liesing ist heute bereits größtenteils mit den ehemaligen Umlandgemeinden verschmolzen und weist ein größeres Industriegebiet auf. 2006 wurde mit dem Abbruch des städtebaulich dominanten Geländes der Brauerei Liesing begonnen. Nach Plänen von Coop Himmelb(l)au entstand dort bis 2011 der neue Stadtteil „Riverside“ mit Wohnungen, Arbeits- und Freizeitstätten.

## Kultur und Sehenswürdigkeiten

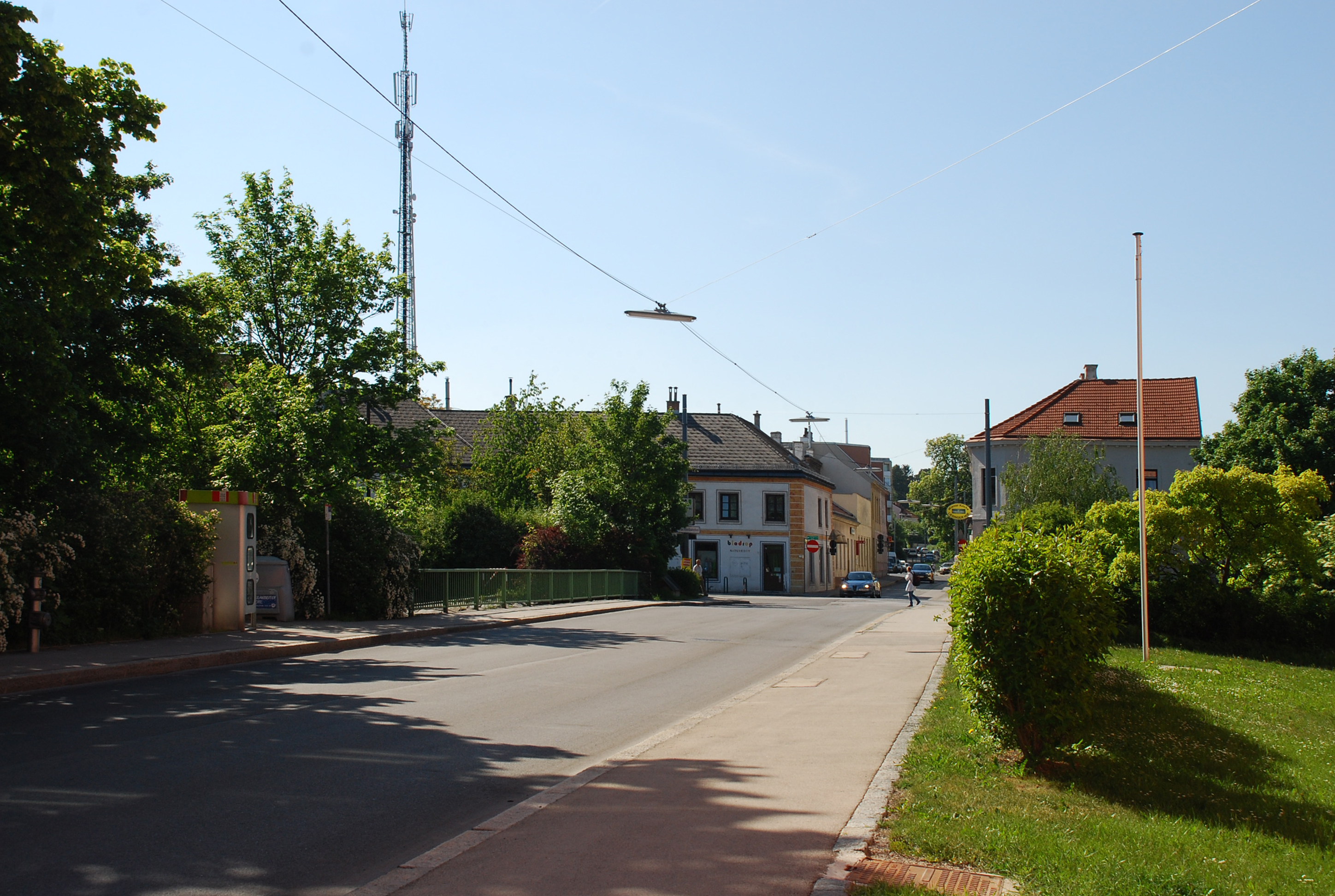
Pellmannbrücke über die Liesing

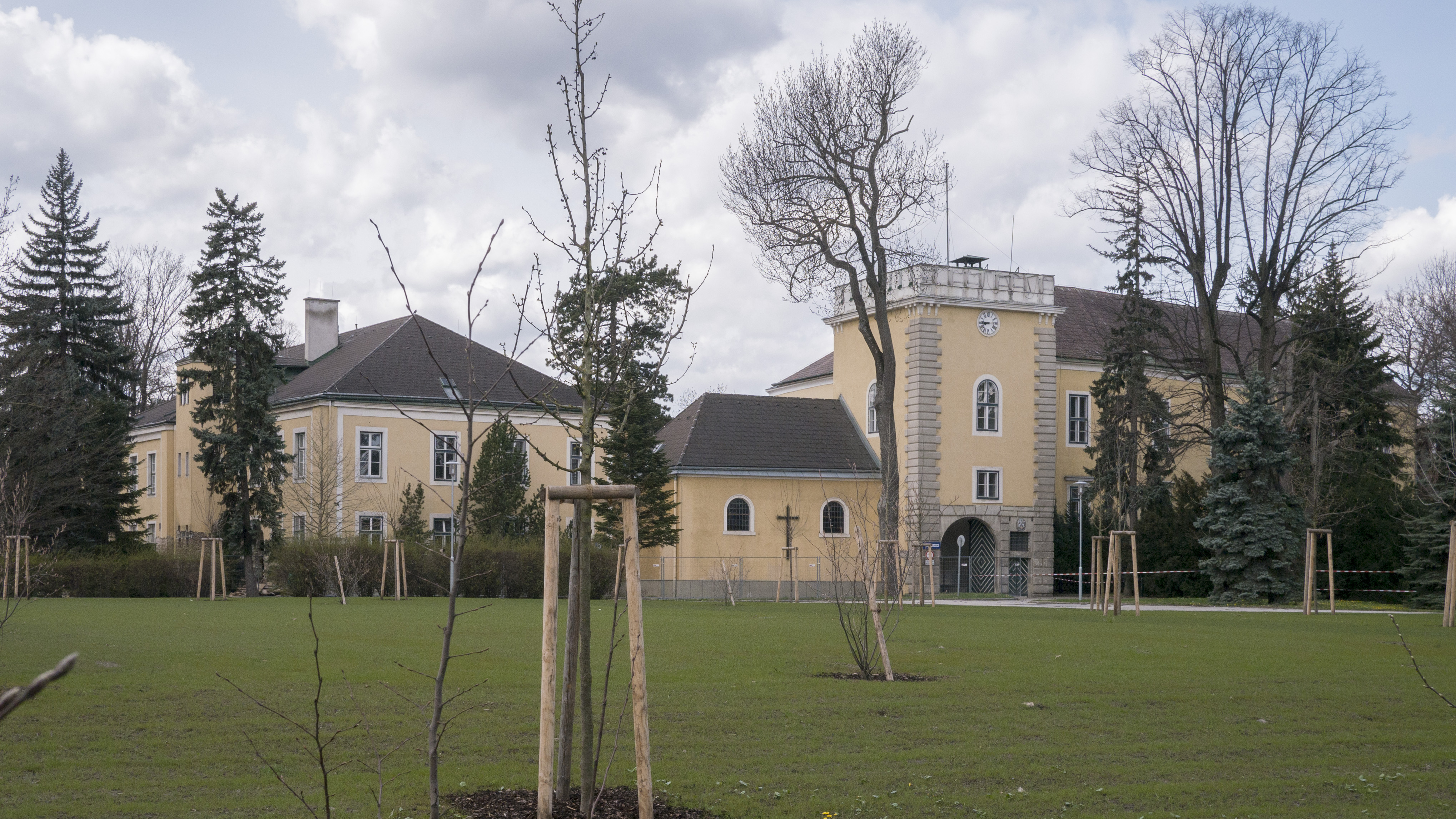
Schloss Liesing

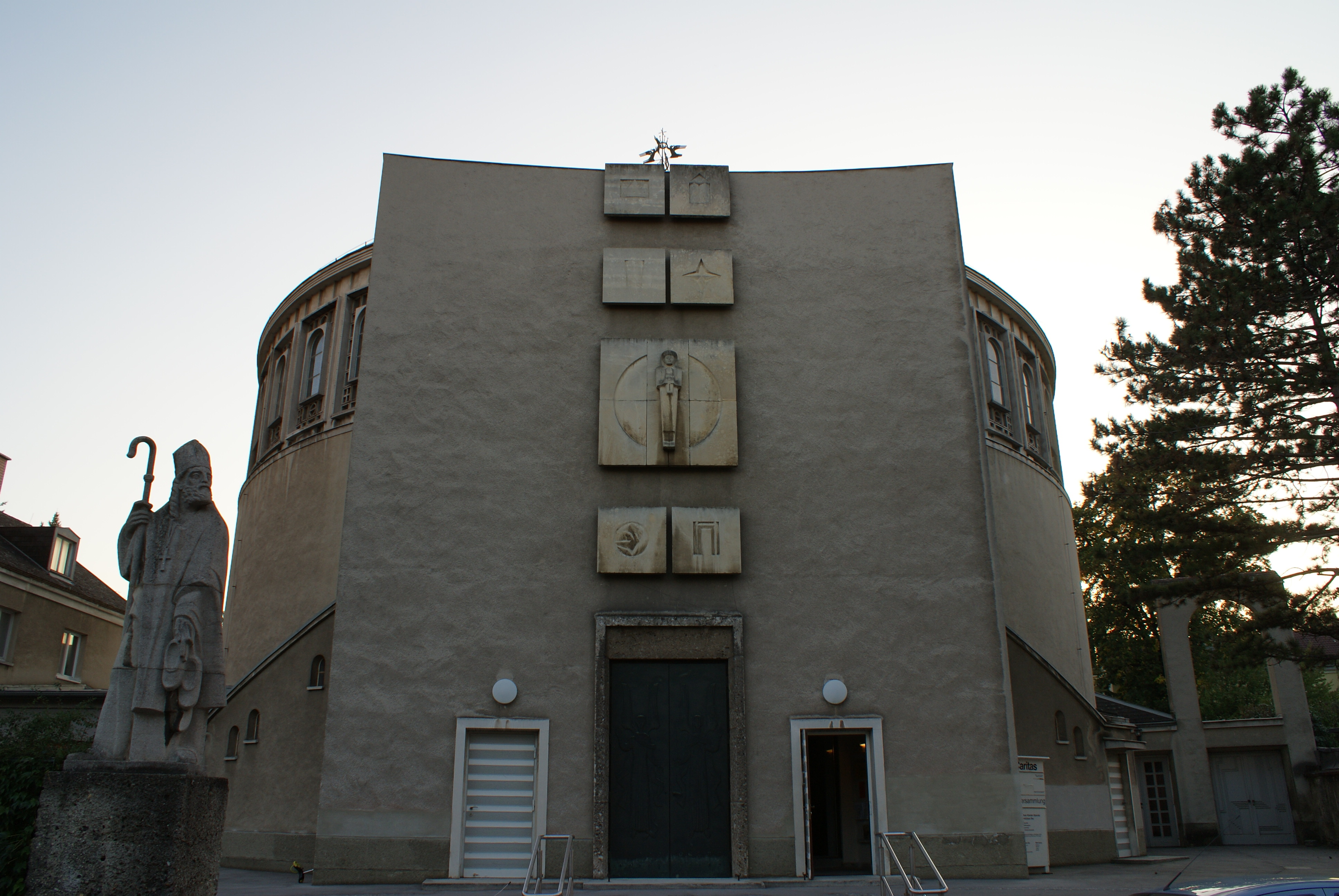
Neue Liesinger Pfarrkirche

Das Schloss Liesing wurde während der zweiten Wiener Türkenbelagerung im Jahr 1683 nahezu komplett zerstört. Einer Sage nach blieb nur der sich im Schlosspark befindliche Haselnussbaum verschont. Diese Sage wurde als Motiv für die Gestaltung des für Liesing bestimmten Teil des Liesinger Bezirkswappen verwendet, das einen dreiblättrigen Haselnusszweig mit vier Früchten über einem lodernden Feuer und der Jahreszahl 1683 zeigt. Links und rechts dieser Zeichnung finden sich außerdem ein Winzerkorb und ein goldenes Kammrad auf blauem Grund. Nach der Türkenbelagerung wurde das Schloss teilweise wieder hergestellt und Anfang des 18. Jahrhunderts ausgebaut. Heute wird es als Pflegeheim der Stadt Wien genutzt. Beim Neubau des Pflegeheims wurden 2010 Mauerreste der früheren Schlossanlage gefunden.
Mit dem 1930/31 nach Plänen von Ernst Plischke erbauten Arbeitsamt Liesing befindet sich ein „zukunftsweisendes Hauptwerk der Moderne in Österreich“ im Bezirksteil. Die heutige Pfarrkirche Liesing des Architekten Robert Kramreiter wurde von 1953 bis 1955 erbaut. Im Westen des Bezirksteils realisierte der Architekt Roland Rainer von 1961 bis 1963 die bereits 1956 geplante Siedlung Maurerberg nach dem Konzept des urbanen Flachbaus.
Die Wienerwald-Randzone im Westen gehört zum Landschaftsschutzgebiet Liesing sowie zur Pflege- und Entwicklungszone des Biosphärenparks Wienerwald. Im bebauten Gebiet des Bezirksteils sind drei Baum-Haseln als Naturdenkmal ausgewiesen. Öffentliche Parkanlagen in Liesing sind die Friedrich-Khek-Anlage und der Herbert-Mayr-Park.

## Wirtschaft und Infrastruktur
Einige der Reste von Industriebauwerken in Liesing gehen auf das 19. Jahrhundert oder den Beginn des 20. Jahrhunderts zurück, so auf die Sarg-Werke oder den Chemiebetrieb Wagenmann und Seybel. Dazu gehören die um 1870/80 erbaute Feinoptik-Fabrik Ewald Baumgartner und die Ofenfabrik Meller, die um 1889 an Stelle der wahrscheinlich seit dem 16. Jahrhundert bestehenden Dorotheermühle errichtet wurde und die im Lauf ihrer Geschichte auch als Rüstungs- und als Motorenfabrik Verwendung fand. Die ehemalige Akkumulatoren-Fabrik AG Liesing in der Siebenhirtenstraße wurde 1917 von Hubert Gessner entworfen. In ihrem Eingangsbereich befand sich ein Freiheitskämpferdenkmal aus dem Jahr 1950. Dieses Werk übernahm 1924 das Akkumulatorenwerk der VARTA AG aus Hirschwang, in dem „Tudor- & Edison-Akkumulatoren“ erzeugt wurden. Es war damit an der Siebenhirtenstraße Nachbar des Chemiebetriebes Wagenmann & Seybel, in dem die für die Akkumulatorenherstellung wichtige Schwefelsäure erzeugt wurde.

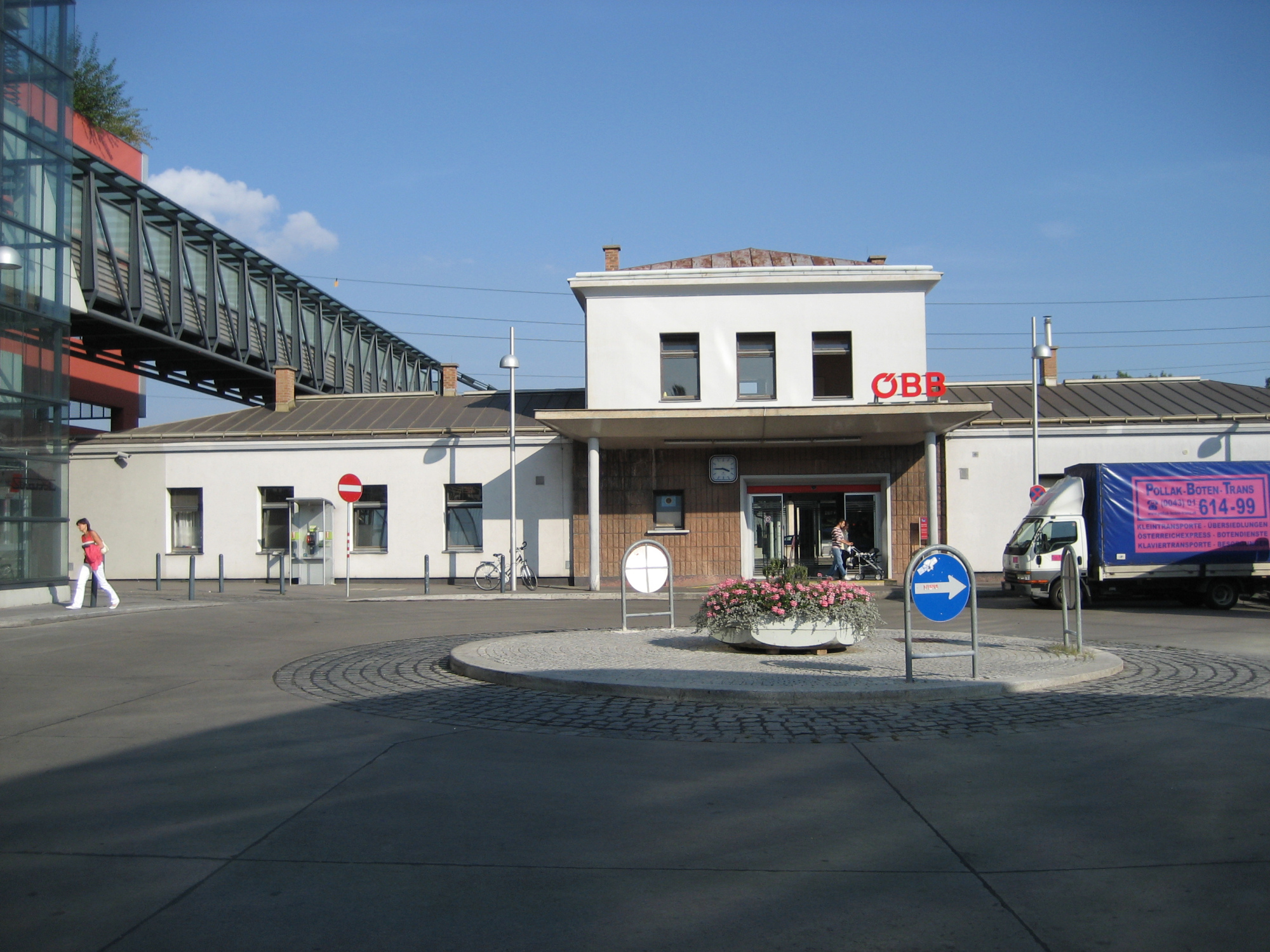
Bahnhof Wien Liesing

Der Bahnhof Wien Liesing an der Südbahnstrecke ist bis heute ein wichtiger Verkehrsknotenpunkt im Gemeindebezirk. Hier zweigt die Kaltenleutgebener Bahn ab, weitere mittlerweile eingestellte und weitgehend abgetragene Abzweigungen oder Anschlussgleise führten ab 1882 in die Brauerei Liesing, in das Industriezentrum Liesing („Schleppbahn Liesing“), in das Gelände der Möbelfabrik Ludwig, später Baustoffwerk, und in die Kohlenhandlung Tree. Mehrere Wiener Autobuslinien und Busverbindungen in den Wienerwald (Gießhübl, Wolfsgraben, Breitenfurt, Sulz) besitzen hier ihre Endstation. Zu den wichtigsten Straßen im Bezirksteil gehört die Breitenfurter Straße (B 12).
Das Postamt am Liesinger Platz wurde 1931 im expressiven Stil erbaut. Der Architekt Hubert Maresch plante das 1909 erbaute Gebäude des Österreichischen Turnerbunds – Turnverein Liesing, nachdem er in Liesing bereits 1904 das Miethaus „Fanny-Hof“ entworfen hatte. Das Gebäude der Gebietskrankenkasse in der Dr.-Neumann-Gasse wurde 1930 nach Plänen von Johann Rothmüller und Leopold Schumm errichtet. Das 1924/25 erbaute Liesinger Bad ist ein Werk Alfons Hetmaneks.
Die Volksschule in der Pülsgasse 28 wurde 1908/09 als Kaiser-Jubiläums-Schule in Heimatstilformen errichtet. Die Kooperative Mittelschule in der Dirmhirngasse ist ein von 1991 bis 1994 erbautes Werk des Architekten Boris Podrecca. Der Sitz des für den 13. und 23. Gemeindebezirk zuständigen Inspektionsbezirks des Wiener Stadtschulrats befindet sich ebenfalls in der Dirmhirngasse, auf Nummer 29, in einem 1888 erbauten Gebäude der Architekten Julius Fröhlich und Josef Maresch, das früher als Mittelschule Verwendung fand.

## Persönlichkeiten
- Franz Konrad (1906–1952), SS-Hauptsturmführer und als Verwaltungsführer zuständig für die „Werteerfassung“ im Warschauer Ghetto
- Ludwig Lohner (1858–1925), Industrieller und Pionier in der Fahrzeug- und Flugzeugtechnik
- Hubert Maresch (1874–1955), Baumeister und Architekt
- Bertha Neumann (1893–1944), Staatswissenschaftlerin, Holocaust-Opfer
- Karl Neumann (1890–1944), Arzt, Holocaust-Opfer
- Franz Pülsl (1875–1946), Politiker, Vizebürgermeister von Liesing
- Franz Stuschka (1910–1986), SS-Obersturmführer und Mitarbeiter im Eichmannreferat des Reichssicherheitshauptamtes
- Eduard Weikhart (1905–1986), Politiker, Abgeordneter zum Nationalrat
- Josefine Welsch (1876–1959), Politikerin, Mitglied des Gemeinderats von Liesing